# Leonard Henny
Leonard Melchior Henny ('s-Gravenhage, 4 augustus 1935 - Amsterdam, 17 september 2011) was een Nederlandse filmmaker, docent en schrijver die bekend werd vanwege zijn maatschappelijk betrokken documentaires. 

## Biografie
Henny, telg uit het geslacht Henny, voltooide in 1961 de Nederlandse Filmacademie, in 1963 de studie sociologie aan de Universiteit van Amsterdam en behaalde in 1966 zijn ingenieurstitel Stedenbouw en ruimtelijke ordening aan MIT. Henny woonde en werkte in Berlijn, Cambridge, Mass, San Francisco, St. Louis Missouri, Micronesië en Venezuela. Hij vestigde zich ruim acht jaar in de Verenigde Staten en was werkzaam als hoogleraar, docent en onderzoeker aan verschillende Amerikaanse en Nederlandse universiteiten met inbegrip van Stanford Research Institute, Californië, Washington University, St. Louis, University of Missouri, Universiteit van Utrecht en Universiteit Wageningen. In de jaren 60 en 70 maakte hij met name documentaire films gericht op maatschappelijke verandering en was hij hoofdredacteur van the International Journal of Visual Sociology.
Als universitair docent aan het Sociologisch Instituut van de Universiteit Utrecht, verrichtte hij onder meer onderzoek naar de invloed van film op kinderen. Hij leidde onderzoeksprojecten betreffende het gebruik van film, fotografie en video in het secundair onderwijs en hij was auteur van artikelen en monografieën over audiovisuele middelen in de antropologie en sociologie. Een aantal van zijn studenten richtte in 1974 het Utrechtse FilmKollectief De Rode Lantaren op.
Vanaf 1981 was hij directeur van het Centre for International Media Research.

## Films/documentaires (onvolledig)
Henny maakte onder meer de films/documentaires:
- In search of Don Quichotte (Spanje, La Mancha, 1959)
- But What Do We Do? (1966)
- Peace Pickets Arrested for Disturbing the Peace (1968)
- Huey! (samen met Sally Pugh, 1968)
- The Resistance (1968)
- Dead Earth (VS, 1970)
- Schitzophrenia of Working for War (VS, 1970)
- Black Power We're Goin' Survive America (VS, 1970)
- Dead End Street? (VS, 1970)
- Why Worry (1972)
- Vietnam Veteran (samen met Kees Hin 1970-1973)
- Getting It Together (samen met Jan Boon, 1973)
- The Maori land struggle  (New Zealand, 1980)
- How nations Televise Each Other  (Nederland en VS, 1984)
- Video Eyes - Video Ears, Dead Earth en Giftaal (1988)
- Desenkadena (samen met Gloria Lowe, 2000)

## Publicaties (onvolledig)
Henny publiceerde onder meer: 
- Use the Media to Reach the People: Social Sculpture, Critical Sociology 1(2) p. 4-4, 1970.
- 'Films as a Weapons in the Struggle to Liberate the American Mind, Critical Sociology 1(2), p. 5-5, 1970.
- Raising Consciousness through Film: Audio-visual Media and International Development Education, Utrecht 1980.
- L. Henny, 1983, “Video and the Community”, in P. W. Dowrick, S. J. Biggs (eds.), Using Video. Psychological and Social Applications, Wiley  & Sons, London, pp. 167-177.
- L. Henny, 1986, “Theory and Practice of Visual Sociology”, in: Current Sociology, 34, 3, pp. 1-76.
- A Short History of Visual Sociology, Current Sociology 34(3), p. 1-4, 1986.